# Josselin Bouhier
Pour les articles homonymes, voir Bouhier.
Pas d'image ? Cliquez ici

a Compétitions nationales et continentales officielles uniquement.

Dernière mise à jour le 18 décembre 2023.
Josselin Bouhier, né le 18 janvier 2003 à Nantes (Loire-Atlantique), est un joueur français de rugby à XV évoluant au poste de troisième ligne aile au sein de la Section paloise.

## Biographie

### Formation
Josselin Bouhier naît à Nantes en Loire-Atlantique le 18 janvier 2003. Il commence le rugby à XV dès ses cinq ans en 2008, en catégorie des moins de six ans, avec le Stade rochelais,.
En 2022, il rejoint ensuite les rangs de la Section paloise pour parfaire sa formation,.

### En club
Josselin Bouhier joue avec l'équipe de rugby à sept de la Section, notamment durant le Supersevens 2023. 
En décembre 2023, il dispute ses premiers matchs en professionnel lors de la saison 2023-2024 de la Section paloise, à l'âge de vingt ans, en Challenge Cup face aux Sharks à Durban, en Afrique du Sud. Durant ce match, il entre en jeu à la place de Mehdi Tlili, mais son club subit une lourde défaite ce jour-là. En juin 2024, il prolonge son contrat avec Pau d'une saison, jusqu'en juin 2025.

### En équipe nationale
Josselin Bouhier est plusieurs fois sélectionné avec différentes équipes de France de jeunes développement à sept comme à XV,.

## Statistiques
| Saison    | Saison          | Championnat | Championnat | Championnat | Championnat | Compétitions de l'EPCR | Compétitions de l'EPCR | Compétitions de l'EPCR | Compétitions de l'EPCR |
| Saison    | Saison          | Compétition | M           | Pts         | Ess.        | Compétition            | M                      | Pts                    | Ess.                   |
| --------- | --------------- | ----------- | ----------- | ----------- | ----------- | ---------------------- | ---------------------- | ---------------------- | ---------------------- |
| 2023-2024 | Section paloise | Top 14      | -           | -           | -           | Challenge Cup          | 2                      | -                      | -                      |
| Total     | Total           | Top 14      | -           | -           | -           | Challenge Cup          | 2                      | -                      | -                      |

## Palmarès
Néant